# Giovanni Battista Boncuore
Giovanni Battista Boncori né en 1643 à Campli (Abruzzes), mort à Rome le 22 mai 1699, est un peintre italien baroque qui a été actif au XVIIe siècle.

## Biographie
Giovanni Battista Boncori s'est formé auprès de Pier Francesco Mola. Il a voyagé en Lombardie, à Venise, à Florence et enfin à Rome.
Il a peint un retable pour la Chiesa degli Orfanelli à Rome. Membre de l'Accademia di San Luca à Rome, sa biographie a été racontée par Leone Pascoli

## Œuvres
- Humilité, Oraison, Perfection, Fortitude, basilique Santi Ambrogio e Carlo al Corso, Rome.

- Visitation, église Santa Maria in Aquiro, Rome.

- Vierge à l'Enfant, Sainte Anne et Saint Jean adorés par Saint Jacques et Saint Vincent Ferreri, église San Pietro, Ascoli Piceno.

- Présentation de l'enfant Marie au temple, église Santissima Annunziata, Teramo.

- Moïse foulant au pied la couronne de Pharaon, huile sur toile, 212 x 142 cm, musée des Augustins de Toulouse[1].

- Parabole du fils prodigue, vers 1675, huile sur toile, 199 x 148 cm, Chrysler Museum of Art, Virginia[2].
- Groupe de musiciens, vers 1695, huile sur toile, 168 x 146 cm, Chrysler Museum of Art, Virginia[3].

## Sources
1. ↑  « Moïse foulant au pied la couronne de Pharaon - tableau », sur Musée des Augustins
2. ↑  « Parabole du fils prodigue », sur Chrysler Museum of Art
3. ↑  « Groupe de Musiciens », sur Chrysler Museum of Art

- (en) Cet article est partiellement ou en totalité issu de l’article de Wikipédia en anglais intitulé « Giovanni Battista Buonocore » (voir la liste des auteurs).